# Sferni koordinatni sistem
Sfêrni ali krógelni koordinátni sistém je krivočrtni sistem koordinat v trirazsežnem prostoru, s pomočjo katerega enolično določimo lego točk na sferi ali sferoidu. Za določanje lege točke v prostoru vedno potrebujemo tri koordinate.
V sfernem koordinatnem sistemu so za točko P, ki ima krajevni vektor {\displaystyle {\vec {r}}}, koordinate (glej sliko!):
- razdalja točke P od izhodišča (oznaka r), tudi dolžina krajevnega vektorja {\displaystyle {\vec {r}}} točke P,
- polarni kot (oznaka {\displaystyle \theta } ali {\displaystyle \vartheta }) (zenitna razdalja, kolatituda, inklinacijski kot ali inklinacija) je kot med pozitivno z-osjo in vektorjem {\displaystyle {\vec {r}}},
- azimut (azimutni kot, oznaka {\displaystyle \phi } ali {\displaystyle \varphi }) je kot med x-osjo in smerjo projekcije vektorja {\displaystyle {\vec {r}}} na x-y ravnino.

Tako zapišemo koordinate točke P na naslednji način: (r, {\displaystyle \theta }, φ). Kjer lahko 
- krajevni vektor r zavzame poljubno veliko vrednost,
- polarni kot {\displaystyle \theta } zavzame vrednosti med 0 in π (med 0° in 180°),
- azimut {\displaystyle \phi } pa zavzame vrednosti med 0 in 2 π (med 0° in 360°), merjeno v nasprotni smeri od gibanja urinega kazalca.

Polarni kot velikokrat nadomešča višinski (elevacijski) kot merjen od referenčne ravnine.

## Označevanje sfernih koordinat
V literaturi sferne koordinate označujejo zelo različno. Vedno se je potrebno prepričati kakšno označevanje je avtor uporabil. V tem prispevku jih označujemo z (r, {\displaystyle \theta }, φ). Tako se rabita koordinati večinoma tudi v fiziki, kar predpisuje tudi standard ISO 31-11. V ameriški literaturi sta oznaki {\displaystyle \theta } in φ uporabljani v zamenjanem smislu. Tudi v matematiki se običajno rabita oznaki φ za polarni kot in θ za azimut. 
Standardni dogovor (r, θ, φ) se ne ujema z običajnim zapisom koordinat ravninskega polarnega koordinatnega sistema, kjer se za azimut velikokrat rabi oznaka θ. Lahko se ne ujema tudi z zapisom koordinat v trirazsežnem valjnem koordinatnem sistemu.
Uporabljajo se naslednje kombinacije in oznake:
| krajevni vektor | polarni kot             | azimut                     |
| --------------- | ----------------------- | -------------------------- |
| r               | {\displaystyle \theta } | φ                          |
| r               | Φ                       | {\displaystyle \theta }    |
| ρ               | Φ                       | {\displaystyle \theta }    |
| r               | φ                       | {\displaystyle \vartheta } |
| r               | {\displaystyle \theta } | Φ                          |
| r               | {\displaystyle \theta } | φ                          |
| r               | {\displaystyle \theta } | ψ                          |

Polarni kot {\displaystyle \theta } ni podoben zemljepisni širini, ki se meri od ravnine ekvatorja do opazovane točke (zavzame vrednosti med -90° in + 90°).

## Pretvorba v druge koordinatne sisteme

### Pretvorba iz sfernih koordinat vkartezične
{\displaystyle x=r\sin \theta \cos \varphi }
{\displaystyle y=r\sin \theta \sin \varphi }
{\displaystyle z=r\cos \theta \quad }.
Uporabnost: pri računanju trojnih integralov.

### Pretvorba iz kartezičnih koordinat v sferne
{\displaystyle {r}={\sqrt {x^{2}+y^{2}+z^{2}}}};
{\displaystyle {\varphi }={\begin{cases}\arccos {\frac {x}{\sqrt {x^{2}+y^{2}}}}&\mathrm {za} \ y\geq 0,\\[,5em]2\pi -\arccos {\frac {x}{\sqrt {x^{2}+y^{2}}}}&\mathrm {za} \ y<0;\end{cases}}}
{\displaystyle {\theta }=\operatorname {arccot} {\frac {z}{\sqrt {x^{2}+y^{2}}}}\ =\ {\frac {\pi }{2}}-\arctan {\frac {z}{\sqrt {x^{2}+y^{2}}}}}.

## Uporabe
V geografskem koordinatnem sistemu se rabita azimut in višinski kot sfernega koordinatnega sistema za prikaz lege na zemeljskem površju, kjer se imenujeta zemljepisna dolžina in širina. Kakor je dvorazsežni kartezični koordinatni sistem uporaben na ravnini, je dvorazsežni sferni koordinatni sistem uporaben na sferi. V tem sistemu je sfera enotska, tako da je polmer enota in se ga lahko v splošnem zanemari. Takšna poenoistavitev je lahko uporabna tudi pri obravnavanju objektov kot so na primer matrike vrtenj.
Sferne koordinate so uporabne pri analizi sistemov z nekaj simetrije okrog točke, kot so na primer prostorninski integrali znotraj sfere, potencialno (vektorsko) energijsko polje okrog točkastega telesa ali električnega naboja ter simulacija globalnega vremena v planetovem ozračju. Sfera s kartezično enačbo x2 + y2 + z2 = c2 ima v sfernih koordinatah preprosto enačbo r = c.
V dveh pomembnih parcialnih diferencialnih enačbah, Laplaceovi in Helmholtzevi enačbi lahko v sfernih koordinatah ločimo spremenljivke. Kotni prispevki rešitev takšnih enačb imajo obliko sfernih harmoničnih funkcij.
Drugi zgled uporabe je ergonomsko oblikovanje, kjer je r dolžina roke negibne osebe, kota pa opisujeta smer iztegnjene roke.
Trirazsežno modeliranje izhodnih vzorcev zvočnika lahko pripomore pri napovedovanju njegove kakovosti. Treba je izdelati več sfernih polarnih grafov v širšem razponu frekvenc, saj se vzorci s frekvenco močno spreminjajo. Polarni grafi pomagajo pri prikazu, da veliko zvočnikov pri nižjih frekvencah kaže znake vsesmernosti.
Sferni koordinatni sistem se uporablja tudi pri razvoju trirazsežnih iger za obračanje pogleda okrog igralčeve lege.